# Leylah Fernandez
Leylah Annie Fernandez (Montreal, 6 de septiembre de 2002) es una tenista canadiense de origen ecuatoriano y filipino. En 2019 ganó Roland Garros en la modalidad júniors y fue finalista del Abierto de Australia en la misma modalidad. En su carrera profesional ha sido finalista en el Abierto de Estados Unidos 2021.

## Primeros años
El padre de Fernández, Jorge, es de Ecuador y es un exjugador de fútbol; su madre es ciudadana canadiense de ascendencia filipina. Su hermana menor Bianca Jolie también es jugadora de tenis y su hermana mayor, Jodeci, es dentista. Fernández habla inglés, francés y español con fluidez.

## Carrera júnior
El 25 de enero de 2019 llegó a la final de individuales femeninas del Abierto de Australia, donde perdió ante la cabeza de serie Clara Tauson. El 8 de junio de 2019 derrotó a Emma Navarro en la final de individuales femeninas del Abierto de Francia para convertirse en la primera mujer canadiense ganadora de un título de Grand Slam júnior desde Eugénie Bouchard en Wimbledon 2012.

## Carrera profesional

### 2019
El 21 de julio de 2019 ganó su primer título de tenis individual profesional cuando se recuperó para vencer a su compatriota canadiense Carson Branstine en la final del Challenger de Gatineau. Fernández también ganó su primer título de dobles profesionales en la misma fecha cuando formó equipo con Rebecca Marino de Vancouver. La pareja derrotó al equipo de la segunda cabeza de serie de Marcela Zacarías de México y Hsu Chieh-yu de Taiwán. La semana siguiente, hizo su segunda final consecutiva de la ITF en Granby, perdiendo ante Lizette Cabrera de Australia.

### 2020
Fernández hizo su debut en un Grand Slam en el Abierto de Australia. Después de pasar la clasificación, cayó en la primera ronda ante Lauren Davis.
Obtuvo la mayor victoria de su carrera hasta ese momento la semana siguiente en la ronda de clasificación de la Copa Federación contra la número 5 del mundo, Belinda Bencic.
A fines de febrero en el Abierto de México, logró pasar la clasificación y su primera final del torneo WTA, donde, después de ganar doce sets seguidos, fue derrotada por la n.º 69 del mundo, Heather Watson. Una semana después, derrotó a la campeona de Grand Slam, Sloane Stephens para llegar a los cuartos de final del Abierto de Monterrey, cayendo ante la eventual campeona Elina Svitolina.

### 2021
Fernández comenzó 2021 sin poder encadenar victorias consecutivas en sus primeros cuatro torneos. Eso cambió, sin embargo, en marzo en el Abierto de Monterrey, donde ganó sus primeros cuatro partidos para llegar a la final, y derrotó a Viktorija Golubic para ganar el primer título WTA de su carrera. A los 18 años, era la jugadora más joven del cuadro principal y capturó el campeonato sin perder un set en todo el torneo.
En el US Open, Fernández sorprendió a la campeona defensora, Naomi Osaka, 5-7, 7-6 (7-2), 6-4 en la tercera ronda, la ex n.º 1 del mundo y tres veces campeona de Grand Slam, Angelique Kerber, 4-6, 7-6 (7-5), 6-2 en la cuarta ronda, y la quinta cabeza de serie Elina Svitolina, 6-3, 3-6, 7-6 (7-5 ), en los cuartos de final para alcanzar su primera semifinal de Grand Slam un día después de cumplir 19 años. Fue la segunda vez en el torneo que derrotó a una de las cinco primeras cabezas de serie (después de Naomi Osaka, la tercera cabeza de serie), convirtiéndola en la jugadora más joven en lograrlo desde Serena Williams en 1999.
En la final del torneo, la más juvenil desde 1999, cayó derrotada frente a la británica Emma Raducanu en dos sets por 4-6 y 3-6.

## Torneos de Grand Slam

### Individual

#### Finalista (1)
| Año  | Campeonato        | Oponente en la final | Resultado en final |
| 2021 | Abierto de EE.UU. | Emma Raducanu        | 4-6, 3-6           |

### Dobles

#### Finalista (1)
| Año  | Torneo        | Pareja          | Oponentes en la final   | Resultado        |
| 2023 | Roland Garros | Taylor Townsend | Su-Wei Hsieh Wang Xinyu | 6-1, 6-7(5), 1-6 |

## Títulos WTA (4; 4+0)

### Individual (4)
| Leyenda                                |
| Grand Slam (0)                         |
| WTA Finals (0)                         |
| P. Mandatory & Premier 5, WTA 1000 (0) |
| Premier, WTA 500 (1)                   |
| International, WTA 250 (3)             |

| N° | Fecha                 | Torneo     | Superficie | Oponente en la final | Resultado           |
| -- | --------------------- | ---------- | ---------- | -------------------- | ------------------- |
| 1. | 21 de marzo de 2021   | Monterrey  | Dura       | Viktorija Golubic    | 6-1, 6-4            |
| 2. | 6 de marzo de 2022    | Monterrey  | Dura       | Camila Osorio        | 6-7(5), 6-4, 7-6(3) |
| 3. | 15 de octubre de 2023 | Hong Kong  | Dura       | Kateřina Siniaková   | 3-6, 6-4, 6-4       |
| 4. | 27 de julio de 2025   | Washington | Dura       | Anna Kalinskaya      | 6-1, 6-2            |

### Finalista (3)
| N° | Fecha                    | Torneo            | Superficie | Oponente en la final | Resultado        |
| -- | ------------------------ | ----------------- | ---------- | -------------------- | ---------------- |
| 1. | 29 de febrero de 2020    | Acapulco          | Dura       | Heather Watson       | 4-6, 7-6(8), 1-6 |
| 2. | 11 de septiembre de 2021 | Abierto de EE.UU. | Dura       | Emma Raducanu        | 4-6, 3-6         |
| 3. | 29 de junio de 2024      | Eastbourne        | Hierba     | Daria Kasatkina      | 3-6, 4-6         |

### Dobles (0)
| Leyenda                                |
| Grand Slam (0)                         |
| WTA Finals (0)                         |
| P. Mandatory & Premier 5, WTA 1000 (0) |
| Premier, WTA 500 (0)                   |
| International, WTA 250 (0)             |

### Finalista (4)
| N.º | Fecha                | Torneos       | Superficie    | Pareja                | Oponentes en la final        | Resultado        |
| --- | -------------------- | ------------- | ------------- | --------------------- | ---------------------------- | ---------------- |
| 1.  | 8 de enero de 2023   | Auckland      | Dura          | Bethanie Mattek-Sands | Miyu Kato Aldila Sutjiadi    | 6-1, 5-7, [4-10] |
| 2.  | 2 de abril de 2023   | Miami         | Dura          | Taylor Townsend       | Cori Gauff Jessica Pegula    | 6-7(6), 2-6      |
| 3.  | 11 de junio de 2023  | Roland Garros | Tierra batida | Taylor Townsend       | Su-Wei Hsieh Wang Xinyu      | 6-1, 6-7(5), 1-6 |
| 4.  | 18 de agosto de 2024 | Cincinnati    | Dura          | Yulia Putintseva      | Asia Muhammad Erin Routliffe | 6-3, 1-6, [4-10] |

## Clasificación en torneos del Grand Slam
| Torneo           | 2020 | 2021 | 2022 | 2023 | 2024 | G-P   | Títulos |
| ---------------- | ---- | ---- | ---- | ---- | ---- | ----- | ------- |
| Australia        | 1R   | 1R   | 1R   | 2R   | 2R   | 2-5   | 0/5     |
| Roland Garros    | 3R   | 2R   | CF   | 2R   | 3R   | 10-5  | 0/5     |
| Wimbledon        | ND   | 1R   | A    | 2R   | 2R   | 2-3   | 0/2     |
| Estados Unidos   | 2R   | F    | 2R   | 1R   |      | 8-4   | 0/4     |
| Ganados/Perdidos | 3-3  | 7-4  | 5-3  | 3-4  | 4-3  | 22-17 | 0/17    |